# Brough Sowerby
Brough Sowerby is een civil parish in het bestuurlijke gebied Eden, in het Engelse graafschap Cumbria. In 2001 telde het dorp 127 inwoners.